# دينكو ديرميندزيف
دينكو ديرميندزيف (بالبلغارية: Динко Цветков Дерменджиев)‏ (مواليد 2 يونيو 1941) هو لاعب كرة قدم. يلعب مع منتخب بلغاريا لكرة القدم. سبق له أن لعب في كأس العالم لكرة القدم مع منتخب بلاده.

## روابط خارجية
- دينكو ديرميندزيف على موقع الاتحاد الدولي (مؤرشف)  (الإنجليزية)
- دينكو ديرميندزيف على موقع الاتحاد الأوربي (الإنجليزية)
- دينكو ديرميندزيف على موقع قاعدة بيانات كرة القدم.إي يو (الإنجليزية)
- دينكو ديرميندزيف على موقع ناشيونال فوتبول تيمز (الإنجليزية)